# Basilica di Nostra Signora di Nazaré
La Basilica di Nostra Signora di Nazaré (in portoghese Basílica Nossa Senhora de Nazaré do Desterro) è un luogo di culto cattolico della città di Belém, capitale dello stato brasiliano di Pará.

## Storia
Una prima cappella, fatta di terra battuta e malta e dedicata a Nostra Signora di Nazareth, fu costruita da Antônio Agostinho sull'area dove sorge la basilica odierna. L'area era quella nella quale fu rinvenuta da Plácido José de Souza l'immagine della Vergine di Nazareth (le cui origini sono controverse, con diverse versioni) nello Stato del Pará, sulle rive del Murututu Igarapé. Nel 1799 il governatore dell'epoca, Francisco Coutinho, concepì la costruzione di una chiesa più grande e il 12 settembre 1852 fu posata la prima pietra, completata nel 1881 con l'apertura al pubblico, ma la Basilica era ancora piccola e si decise di costruire un nuovo tempio, la cui costruzione fu iniziata il 24 ottobre 1909 da Padre Luiz Zóia. La struttura fu progettata nel 1909 dall'architetto Gino Coppedè e dall'ingegnere Giuseppe Predasso, su commissione dei sacerdoti barnabiti della casa di Genova. Coppedè progettò la struttura come una basilica piuttosto che come una chiesa parrocchiale. Il progetto ricalcava quello della Basilica di San Paolo fuori le mura a Roma, una struttura eclettica e neoclassica del XIX secolo, opera di Pasquale Belli e Luigi Poletti. Il progetto di Coppedè, in modo controverso, non prevedeva campanili. Come nel caso della Chiesa di Sant'Anna, progettata dall'architetto italiano Landi, furono aggiunti due campanili nonostante l'intenzione dell'architetto. Il governo municipale di Belém sostenne che tutte le chiese del mondo lusofono avrebbero dovuto avere due campanili. La prima pietra fu posta il 24 ottobre 1909 dall'allora arcivescovo di Belem, Santino Maria Coutinho.
Papa Pio XI dichiarò il tempio una basilica il 19 luglio 1923. Papa Pio XII concesse un decreto di incoronazione pontificia alla sua venerata immagine mariana il 9 luglio 1953 e fu incoronato il 15 agosto dello stesso anno. Papa Benedetto XVI l'ha poi elevata al rango di Santuario mariano arcidiocesano il 31 maggio 2006, diventando Basilica Santuario della Vergine di Nazareth.

## Descrizione
La basilica misura 62 metri di lunghezza, 24 metri di larghezza e 20 metri di altezza; le sue torri raggiungono altri 42 metri di altezza. Ha nove campane, la più grande delle quali pesa più di 2 tonnellate e ha un diametro di 1,8 metri.